# Панфілова Віра Костянтинівна
Віра Костянтинівна Панфілова (нар.. 1 вересня 1991, Москва, Російська РФСР, СРСР) — російська актриса театру і кіно, дочка лідера рок-групи «Аліса» Костянтина Панфілова (Кінчева).

## Біографія
Народилася 1 вересня 1991 року в родині рок-музиканта (лідера групи «Аліса») Костянтина Кінчева і журналістки Олександри Панфілової.
У 2008 році навчалася в школі-студії МХАТ в майстерні Кирила Серебреннікова.
У 2009 році вступила на режисерський факультет Російського інституту театрального мистецтва (ГІТІС), в акторську групу майстерні Сергія Васильовича Женовача.
Після закінчення інституту з 2013 по 2018 р працювала в Театрі ім. Володимира Маяковського.

## Фільмографія[3]
- 2011 — Байдужість — стиляга
- 2012 — Життя і доля — Надя Штрум, дочка Штрума
- 2013 — Петро Лещенко. Все, що було… — Злата Зобара, перше кохання Петра
- 2014 — Ялинки 1914 — Тетяна, сестра милосердя
- 2014 — Стартап — Віка
- 2015 — Метод — Аня Свиридова
- 2017 — Гуляй, Вася! — Кіра
- 2018 — Краще, ніж люди — Жанна
- 2018 — Залишитися в живих — Віра Жихарєва
- 2019 — Про Віру — Віра Токарева
- 2021 — Гуляй, Вася! Побачення на Балі — Кіра
- 2021 — Випадковий кадр — Лариса Шуйко, фотограф
- 2021 — Колишня

## Ролі в театрі[2]

### Московський академічний театр імені Володимира Маяковського
- «Мертві душі» — в епізодах, масових сценах, пісня
- 2013 — «Мама-кіт» Луїса Сепульведа, режисер Поліна Стружкова — Афортунада
- 2013 — «Август: графство Осейдж» Трейсі Леттса, режисер Гіртс Еціс (доробляв спектакль Міндаугас Карбаускіс) — Джин Форда
- 2013 — «Кант» Марюса Івашкавічуса, режисер Міндаугас Карбаускіс — черниця Фридеріка-Ребекка
- 2014 — «Батьки і сини» за романом Івана Тургенєва «Батьки і діти», режисер Леонід Хейфец — Катя
- 2015 — «LIEBE. Schiller» Фрідріха Шиллера, режисер Юрій Бутусов — Старий Моор, Амалія
- 2015 — «Останні» Максима Горького, режисер Микита Кобелєв — Віра
- 2015 — «На траві двору» Асара Еппеля, режисер Світлана Землякова — Валька
- 2016 — «Російський роман» Марюса Івашківічуса, режисер Міндаугас Карбаускіс — Кіті

### Театр імені Ленсовета (Санкт-Петербург)
- «LIEBE. Schiller» — Старий Моор, Амалія

## Відеокліпи
Знялася в декількох кліпах групи «Аліса»:
- «Траса Е-95». Режисер — Андрій Лукашевич
- «Мы держим путь в сторону леса». Режисер — Максим Масальцев
- «Родина». Режисер — Олег Флянгольц
- «Акробаты снов». Режисер — Ганна Цуканова-Котт

## Музика
- Пісня групи «Аліса» «Родина» з альбому «Сейчас позднее, чем ты думаешь» була записана Костянтином Кінчевим разом з Вірою. Також вона співала свою партію на більшості концертів при виконанні цієї пісні.
- Пісня групи «Аліса» «Горько» з альбому «Пульс хранителя дверей лабиринта» також була записана за участю Віри.
- У 2013 році спільно з групою Дайте2 виконала пісню «Ігри» з альбому «Разряды».

## Сім'я і особисте життя
- Мати — Олександра Олексіївна Панфілова, журналістка. Прес-аташе групи «Аліса»
- Батько — Костянтин Євгенович Панфілов (Кінчев), рок-музикант. Лідер групи «Аліса»
- Брат — Євген Панфілов
- Сестра — Марія Панфілова
- Племінник — Лука, син Марії
- Племінник — Тихон, син Марії
- Племінниця — Ярослава, дочка Євгенія
- Дідусь — Олексій Васильович Локтєв, радянський і російський актор театру і кіно. Заслужений артист РРФСР (1972). Лауреат Державної премії СРСР (1972).
- Бабуся — Світлана Михайлівна Лощиніна-Локтєва
- Дідусь — Євген Олексійович Панфілов, доктор технічних наук, ректор Московського технологічного інституту (нині — Російський державний університет туризму та сервісу)
- Бабуся — Людмила Миколаївна Панфілова, інженер-механік

За інформацією зі ЗМІ, з кінця 2014 року перебуває у відносинах з актором Іваном Янковським. Однак, спільні фотографії з актором Віра почала викладати вже в 2012 році. У 2017 році Іван Янковський запропонував Вірі Панфіловій одружитися. 2020 року вони розлучилися

## Премії і нагороди[2]
Театральна премія «Московського Комсомольця» в номінації «Найкраща жіноча роль. Початківці», сезон 2015/2016 за роль Кіті в спектаклі «Російський роман».
Номінація «Найкраща жіноча роль» Російської національної театральної премії «Золота маска», сезон 2015—2016 за роль Вальки в спектаклі «На траві двору».

## Цікаві факти
- У титрах фільму «Гуляй, Вася» вказана як «Віра Кінчева»
- У 7-річному віці поголила голову і прийшла на Перше вересня в такому вигляді.
- Має свій магазин з виробництва капюшонів, курток і рюкзаків «Тімшел»